# 圖林 (喬爾特基夫區)
48°50′28″N 26°2′54″E / 48.84111°N 26.04833°E
圖林（烏克蘭語：Тулин），是烏克蘭的村落，位於該國西部捷爾諾波爾州，由喬爾特基夫區負責管轄，面積0.57平方公里，海拔高度294米，2001年人口222，人口密度每平方公里392.9人。